# スタリ・モスト
スタリ・モスト（Stari Most / Стари мост,「古い橋」）は、ボスニア・ヘルツェゴビナの都市モスタルにある16世紀の橋で、市内を分けているネレトヴァ川に架かっている。町の象徴となっていたこの橋は、ボスニア・ヘルツェゴビナ紛争中にあたる1993年11月9日午前3時にクロアチア系のカトリック民兵によって破壊されたが、その後復興計画が持ち上がり、2004年6月23日に復興工事が完了した。2005年には、ボスニア・ヘルツェゴビナ初のユネスコ世界遺産に登録された。

## 位置
スタリ・モストは、モスタル旧市街のネレトヴァ川に架かっており、「モスタル」の名もこの橋に因んだものである。モスタルは国内第四位の大都市で、ヘルツェゴビナ・ネレトヴァ県の中心都市であると同時に、ヘルツェゴビナ地方の非公式な首都でもある。

## 特色

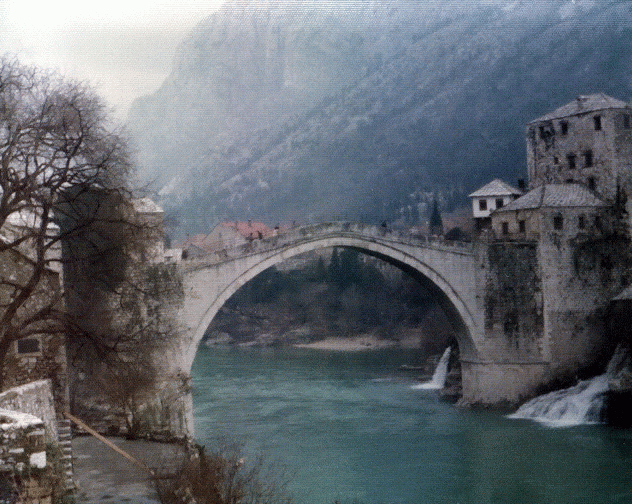
1970年代の再建前のスタリ・モスト

スタリ・モストは中心部が湾曲した橋で、全幅 4.49 m、全長 30 m 、川面からの高さは 24 m である。この橋には、それを守る要塞化された塔が2つ備えられており、北東にあるのがヘレビヤ塔 (Helebija) 、南西がタラ塔 (Tara) である。この2つは「モスタリ」 (mostari) と呼ばれるが、その意味は「橋の護衛者たち」である。
橋のアーチはテネリヤ (tenelija) として知られる地元の石で組まれている。アーチの姿は、内弧面の歪みが惹き起こした多くの不規則性の結果である。
土台の代わりに、橋には、水辺の断崖に繋がっている石灰岩の橋脚歯が備わっている。夏場の川の水面は海抜 40.05 m で、それを基準に測った場合、橋脚歯の高さは 6.53 m であり、そこからアーチが高く伸びているのである。アーチの始点は、高さ 0.32 m の塑形物で強調されており、アーチの高さは 12.02 m である。

## 歴史

### 建設
20世紀まで残っていた橋は、1557年にオスマン帝国のスレイマン1世が当時あった不安定な木製の吊り橋に替えて作るよう命じたものである。建設は1557年に始まり、9年間を費やした。橋の碑文に拠れば、ヒジュラ暦の974年、西暦でいえば1566年7月19日から1567年7月7日の間に完成したようである。
橋の建築について知られていることは乏しく、現存する書き物に残されているのは、回顧録や伝説、それと建築を手がけた人物の名前くらいである。その建築家の名前はミマール・ハイルッディン (Mimar Hayruddin) で、当代随一の建築家だったミマール・スィナンの門下生だった人物である。伝説では、彼は前代未聞の橋を作らねば死刑にすると申し渡されていた為に、橋が完成して足場を撤去する日には自身の葬式の準備をしてあったという。
実証的な記録の乏しさから、いくつかの技術上の問題は謎のままである。その問題とは例えば、足場がどうやって組まれたのか、石を一方の岸から向こう岸にどうやって運んだのか、長い建築期間中に足場はしっかりしたままだったのか、などである。
この橋は、建造当時では世界唯一のシングル・スパン・アーチであったと考えられているので、その意味で、当時の最も優れた建築物のひとつに数えることが出来るのである。

### 破壊
ボスニア・ヘルツェゴビナ紛争（1992年 - 1995年）の間、クロアチア分離主義勢力・クロアチア防衛評議会は、ボスニア・ヘルツェゴビナ共和国軍と対峙し、1993年11月9日にスタリ・モストを破壊した。
クロアチア系の民族主義者たちは橋を寸断し、周辺の歴史的な街区も破壊した。彼らにとっては、それはボスニア人文化、トルコ文化、イスラーム文化などの一部として、攻撃の的になったのである。
先立つ1992年には、ネレトヴァ川右岸に非常に近いスタリ・モストの欄干が砲弾で穴をあけられていたのだが、93年11月9日に Cekrk の丘やその周辺から浴びせられた一連の砲撃で橋そのものが完全に破壊され、川に崩れ落ちた。クロアチア人たちは、橋がボシュニャク人の勢力下にあったネレトヴァ左岸と右岸の小さな勢力圏を繋いでいることから、それを意図的に標的にしたのである。

### 再建

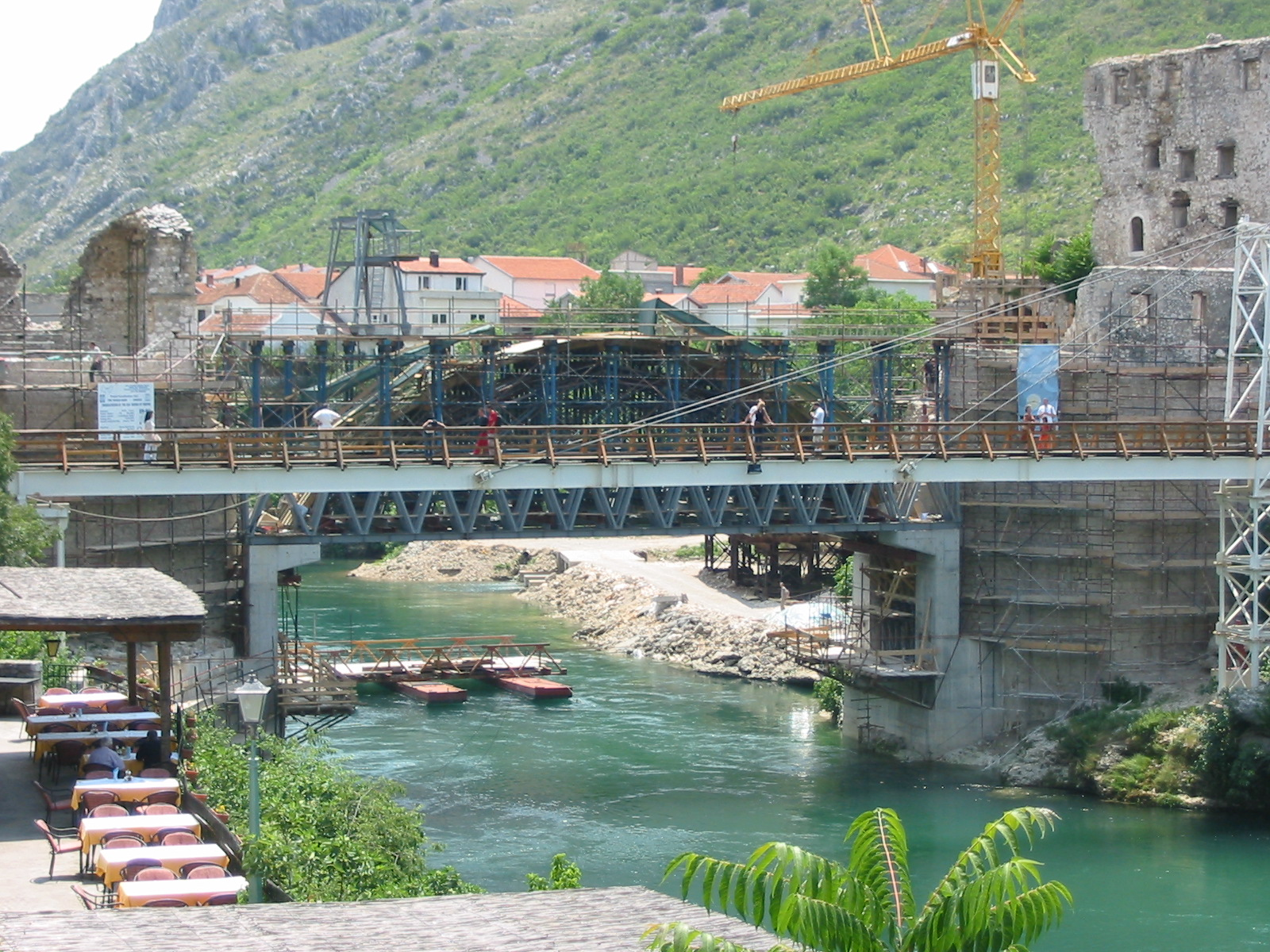
再建中の様子 (2003年)

現在世界遺産に登録されている橋は、ユネスコの支援を受けたトルコ企業によって再建されたものである。当時の技法に従って切り出された1088個の石を使ったこの再建事業には、およそ1200万ユーロが費やされた。その再開通は2004年7月23日のことで、再開通のセレモニーも挙行された。ボスニアのコミュニティにはまだ反目や疑念もくすぶってはいるが、そのセレモニーはコミュニティの和解することを基礎においたものであった。

## 橋からの飛び込み

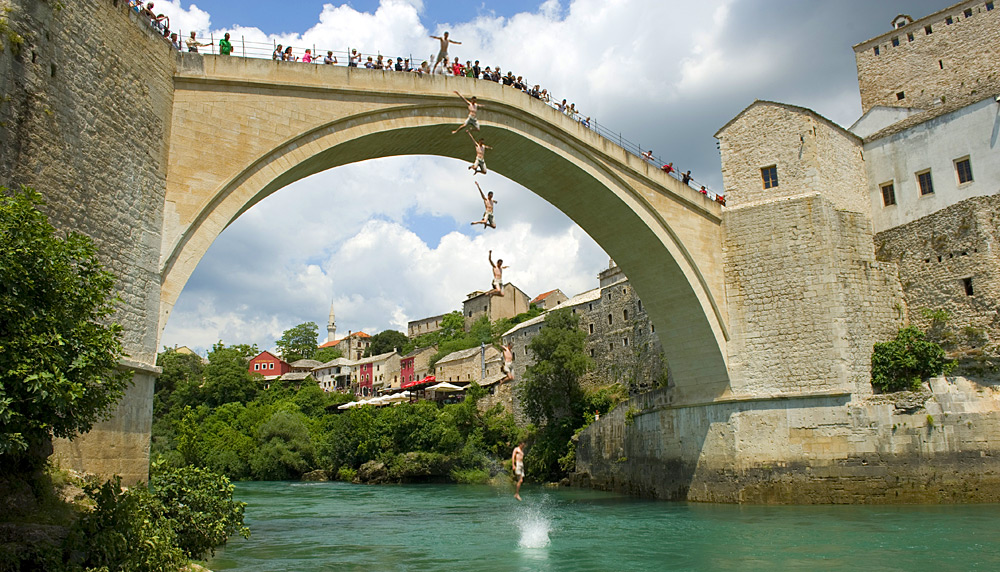
ネレトヴァ川へのダイビング

町の若者たちにとっては、橋からネレトヴァ川に飛び込むのが伝統になっている。しかし、川は非常に冷たく、かなり危険な芸当であるため、最も上手で訓練を積んでいる潜り手だけが挑むのである。この慣例は橋の建造当初からあったらしいが、記録によって裏付けられるのは、1664年以降のことである。
1968年には公式な飛び込み大会が開催され、以降毎年夏に行われている。

## 世界遺産
スタリ・モストは再建された翌年に当たる2005年に「モスタル旧市街の古い橋の地区」の名で、ユネスコの世界遺産に登録された。登録に当たっては、その歴史的価値だけでなく、再建を経ることによって、多民族・多文化の共生や和解の象徴となったという側面も評価された。

### 登録基準
この世界遺産は世界遺産登録基準のうち、以下の条件を満たし、登録された（以下の基準は世界遺産センター公表の登録基準からの翻訳、引用である）。
- (6) 顕著で普遍的な意義を有する出来事、現存する伝統、思想、信仰または芸術的、文学的作品と直接にまたは明白に関連するもの（この基準は他の基準と組み合わせて用いるのが望ましいと世界遺産委員会は考えている）。